# رابرت سیرز (ورزشکار)
رابرت سیرز (انگلیسی: Robert Sears; ۳۰ نوامبر ۱۸۸۴ – ۹ ژانویهٔ ۱۹۷۹) ورزشکار شمشیربازی اهل ایالات متحده آمریکا بود.
وی در مسابقات کشوری و بین‌المللی در مجموع برندهٔ ۱ مدال برنز شده‌است.